# Kossuth Ház (Cambridge, ON)
Koordináták: é. sz. 43° 27′ 52″, ny. h. 80° 20′ 08″43.464389°N 80.335417°W
A kanadai Ontario tartománybeli Cambridge, Guelph, Kitchener, Waterloo és a környező kisebb települések magyarságát összefogó Kossuth Ház, illetve hivatalos nevén Waterloo-Wellingtoni Kanadai Magyar Klub (angolul Hungarian Canadian Club of Waterloo-Wellington) már több mint fél évszázada az itt élő magyar közösség tulajdona. A valamikori iskolaépületet száz magyar család vásárolta meg, azzal a szándékkal, hogy székhelyet biztosítson az itt élő magyaroknak, ahol ápolhatják kultúrájukat, feleleveníthetik hagyományaikat, és baráti közösséget építhetnek ki az utókor számára.

## Története
A Kossuth ház ma Cambridge városhoz tartozik, és a Kossuth Road és Shantz Station Road kereszteződésénél fekszik. Ezen a helyen valamikor egy kis Kossuth falucska helyezkedett el, amelynek nevét a Pennsylvaniából bevándorló holland telepesek adták, tiszteletből Kossuth Lajos, az 1848-as szabadságharc vezetője iránt. Kossuth közösség iskolát alapított az 1870-es évek körül, név szerint a Reist’s School-t. Az 1960-as években az iskola megszűnt működni, és az épület 1962. május 15-én a környéken élő magyar közösség tulajdonába került. 1962. október 17-én elkészült az alapító okirat, és a klubot Waterloo-Wellingtoni Magyar Otthon Egyesület (Hungarian Home Club of Waterloo-Wellington) néven vezették nyilvántartásba. Megszületett a klub szándéknyilatkozata, amely magába foglalta többek között azt, hogy az egyesület a Magyar kultúra ápolását, a magyarság fennmaradásának megőrzését tűzi ki céljául. Az egyesület később, 1972. szeptember 22-én megváltoztatta nevét Waterloo-Wellingtoni Kanadai Magyar Klubra (Hungarian Canadian Club of Waterloo-Wellington).
1973-ban egy jelentős eseményre került sor a környéken élő magyarság történetében, ugyanis a magyar közösség kérésére a ház előtt elhaladó út (County road 13) nevét megváltoztatták Kossuth Road-ra, ezzel is elismerést adva az itt tevékenykedő magyarságnak.

## Renoválások
Az évek során, a házon számtalan átalakítást végeztek. 1964-ben nagyszabású építkezésre került sor, ebben az időben ugyanis ismét összefogott a magyar közösség és újabb száz család adományából elég pénzösszeg gyűlt össze ahhoz, hogy kibővítsék az épületet. 1987-ben hét tagú bizottság alakult, hogy egy újabb nagyobb méretű renoválást végezzenek a házon. A Wintario lottó hozzájárulásával, amely akkoriban szép pénzösszegekhez juttatott hozzá arra érdemes kulturális közösségeket, ismét lehetőség jutott a ház korszerűsítésére. A munkálatok legnagyobb részét a tagok végezték.

## Klubélet
A tagok pozitív hozzáállásának köszönhetően az egyesület élete a kezdetektől nagyon mozgalmas volt. A férfiak focicsapatot alakítottak, hiszen a labdarúgás nagyon közkedvelt sport a magyarság körében. A hölgyek a konyhában szorgoskodtak. Vadászegyesület is alakult. A gyerekeknek hétvégi magyar iskolát szerveztek a magyar nyelvtudás ápolásának céljából. A népszokások megőrzése is jelentős szerepet kapott a klub életében. Ilyen volt például a hurka- és kolbásztöltés, amely megtörte a téli hónapok monotonitását, és egyben lehetőséget adott az ünneplésre is. A tagság ezen kívül teadélutánokat és filmek vetítését is szervezett a hétvégeken.
A klubtagok minden évben megemlékeztek a magyar nemzeti ünnepekről. Államalapító Szent István ünnepéről augusztus 20-án, az 1848–49-es forradalom és szabadságharc kezdetének, valamint a modern parlamentáris Magyarország megszületésének napjáról március 15-én emlékeznek. OKtóber 23-án az 1956-os forradalom és szabadságharc kezdetét és a Magyar Köztársaság 1989. évi kikiáltásának napját ünneplik. Ezeknek a rendezvényeknek az a célja, hogy gazdagítsa a nemzeti önbecsülést, és hogy az ünnepeken keresztül megismertesse az itt nevelkedett és született gyerekekkel a magyar történelmet.
Az egyesület ma is aktív szerepet játszik a magyarság összefogásában. Az évente megtartott, bálok, piknikek, valamint koncertek és egyéb saját szervezésű események mellett a Kossuth Házat rendszeresen bérbe adják például esküvők vagy évfordulók alkalmából, így majdnem minden héten lehetőséget biztosít a környék magyarságának a találkozásra.

## Kossuth Tánccsoport
A Kossuth tánccsoport az egyesület ékessége, amely 1965-ben alakult, és mára Észak-Amerika egyik legismertebb néptánccsoportjává fejlődött.